# Kurt Preger

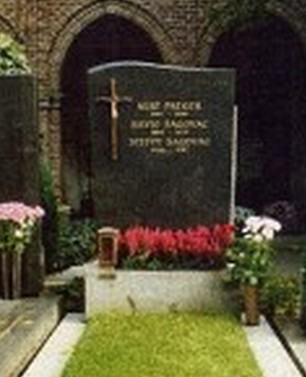
Grabstätte von Kurt Preger

Erich David Kurt Preger (* 16. November 1907 in Schöneberg bei Berlin; † 12. Oktober 1960 in Wien) war ein österreichischer Opernsänger (Tenor, Bariton), der später auch einige Aufgaben im Bereich des Bassbaritons übernahm. Er feierte große Erfolge als jugendlicher Heldentenor und Operettensänger.

## Leben
Preger, Sohn des Direktors des Wiener Carl-Theaters Miksa Preger, begann 1931 an der Wiener Volksoper als „Prinz Paul“ in Großherzogin von Gerolstein. Er spielte am Deutschen Theater in Brünn 1933, am Deutschen Theater in Prag und dann wieder an der Wiener Volksoper sowie am Stadttheater Basel von 1938 bis 1946.
Als verfolgter Jude zog Preger während der Herrschaft des Nationalsozialismus durch die Niederlande und Belgien mit der Franz Hirsch Operettengruppe. Beim Einmarsch der deutschen Truppen versteckte er sich in den Niederlanden. Nach der Flucht in die Schweiz spielte er wieder in Basel sowie in St. Gallen, Zürich, Bern und Luzern. 1948 kehrte er an die Wiener Volksoper zurück und wirkte dort bis zu seinem Tod, hauptsächlich im Buffo-Fach und als Operettensänger. Zeitweise sang er an der Wiener Staatsoper.
Kurt Preger war bis zu seinem Tod mit der österreichischen Opern- und Operettensängerin Sonja Mottl,  Sopranistin jugoslawischer Herkunft, verheiratet.
Seine letzte Ruhe fand er auf dem Hernalser Friedhof in Wien (Gruppe F, Nummer 53 A).